# Rio Cuanza
O rio Cuanza é o maior flúmen exclusivamente angolano.
O rio Cuanza nasce em Mumbué, município do Chitembo, Bié, no Planalto Central de Angola. O seu curso de 960 km desenha uma grande curva para norte e para oeste, antes de desaguar no Oceano Atlântico, na Barra do Cuanza, a sul de Luanda.
Sua bacia hidrográfica, a bacia do Cuanza, possui 152.570 km², sendo que o maior rio navegável é o próprio Cuanza, por cerca de 258 km, desde a foz até ao Dondo/Cambambe Velho. As hidroelétricas de Cambambe, Capanda e Laúca produzem grande parte da energia eléctrica consumida em Angola. Seus lagos artificiais também fornecem água para irrigação de plantações de cana-de-açúcar e outras culturas no vale do Cuanza.
É no maior afluente do Cuanza, o rio Lucala, que se encontram as grandes Quedas de Calandula. Junto da foz do rio fica o Parque Nacional da Quissama.
O vale fértil do rio Cuanza foi que permitiu o surgimento e expansão do antigo reino do Dongo, tendo também sido uma das hidrovias de penetração dos portugueses em Angola no século XVI.
O rio dá o seu nome a duas províncias de Angola — Cuanza Norte, na sua margem norte, e Cuanza Sul, na margem oposta — bem como, desde 1977, à unidade monetária nacional, o kwanza.